# Institut für angewandte Radioaktivität

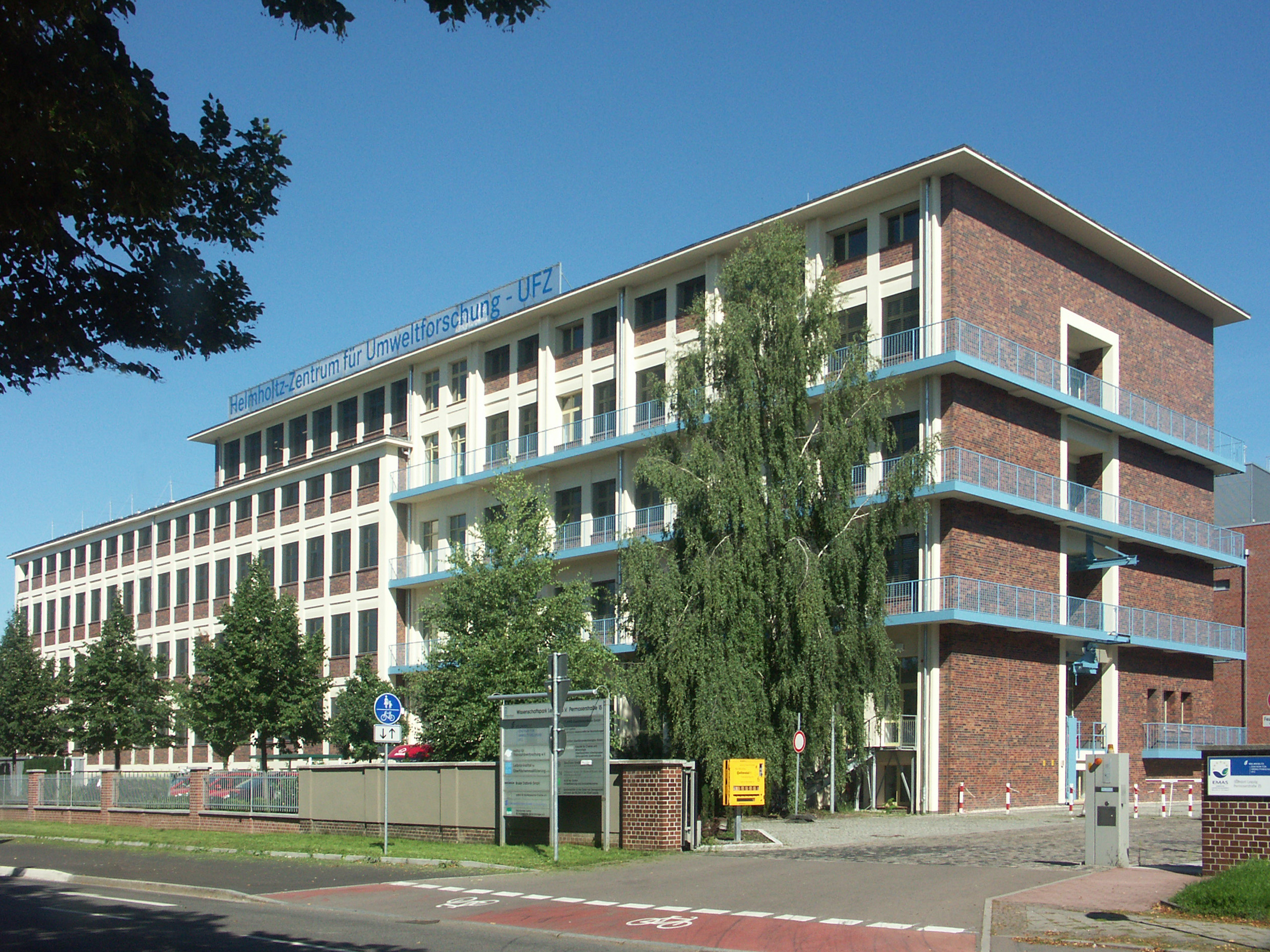
Das Gebäude des ehemaligen
Instituts für angewandte Radioaktivität

Das Institut für angewandte Radioaktivität (abgekürzt IaR) war eine außeruniversitäre Forschungseinrichtung der Deutschen Akademie der Wissenschaften zu Berlin (DAW), die von 1956 bis 1970 in Leipzig bestand und anschließend im Zentralinstitut für Isotopen- und Strahlenforschung aufging.

## Geschichte
Im Sommer 1955 wurde im Institut für organisch-chemische Industrie auf dem Gelände des ehemaligen Rüstungsbetriebs HASAG an der Leipziger Permoserstraße von den drei Physikern Carl Friedrich Weiss, Walter Herrmann und Wolfgang Burkhardt sowie dem Ingenieur Karl Renker, die nach neunjährigem zwangsweisem Arbeitsaufenthalt aus der Sowjetunion zurückgekehrt waren, eine Abteilung für angewandte Radioaktivität gegründet. Daraus entstand am 1. Januar 1956 das Institut für angewandte Radioaktivität, dessen erster Direktor Carl Friedrich Weiss wurde. 1958 hatte das Institut bereits 59 Mitarbeiter, und in den Sechzigerjahren waren es knapp über 100 mit etwa 40 % Hochschulabsolventen.
Von 1956 bis 1959 wurde ein Institutsneubau errichtet, der den speziellen Anforderungen für die Arbeit mit Radionukliden Rechnung trug. Die Forschungsergebnisse wurden ab 1964 vorwiegend in der von Carl Friedrich Weiss (Radionuklide) und Justus Mühlenpfordt (stabile Isotope) gegründeten Fachzeitschrift Isotopenpraxis veröffentlicht. Neben speziellen Tagungen fand 1966 in Leipzig eine vom Institut veranstaltete, viel beachtete internationale Arbeitstagung Angewandte Radioaktivität mit sechs Sektionen statt.
Im Zuge der Akademiereform, die neben politischen Zielen auch die Bildung größerer Forschungseinrichtungen verfolgte, wurde das Institut für angewandte Radioaktivität 1970 mit dem Institut für stabile Isotope, der Arbeitsstelle für statistische Physik und dem Institut für angewandte Isotopenforschung in Berlin-Buch zum Zentralinstitut für Isotopen- und Strahlenforschung zusammengeschlossen, das 1991 abgewickelt wurde.
Die Direktoren des Instituts für angewandte Radioaktivität waren die Professoren Carl Friedrich Weiss (1956–1966), Walter Herrmann (1966–1968) und Hartwig Koch (1968–1970).

## Arbeitsgebiete
Das Institut für angewandte Radioaktivität entwickelte Methoden zur Anwendung radioaktiver Nuklide und wandte diese in verschiedenen Bereichen von Industrie und Forschung auch an. Die wichtigsten Aufgabenfelder waren:
- Messmethoden zur Bestimmung von Quantität und Qualität ionisierender Strahlung (absolute und relative Metrologie, Beta- und Gammaspektrometrie mit Szintillationsdetektoren, Proportionalzählrohren und Halbleiterdetektoren, Dosimetrie)
- Methoden der Stoffanalytik durch Absorption und Streuung von Kern- und Röntgenstrahlung aus radioaktiven Quellen sowie Anregung von Eigenstrahlung (Röntgenfluoreszenzanalyse, Neutronenaktivierungsanalyse) und ihre industrielle Anwendung (z. B. Filmindustrie, Flussspatbergbau, Papierindustrie)
- Analyse von Gasen und Dämpfen über die Wechselwirkung von Betastrahlung (Geräteentwicklung, Brandmelder)
- Autoradiographie
- Aufklärung von Reaktionsmechanismen, Stoffströmen und anderem durch Markierung mit radioaktiven Nukliden (Tracertechnik)
- Bestimmung physikalisch-chemischer Kenngrößen von Komplexverbindungen
- Markierungssynthesen und präparative Arbeiten
- Mikroanalytische Bestimmung von  14C- und 3H-haltigen organischen Verbindungen
- Herstellung radioaktiver Standardpräparate

Seit Bestehen des Institutes wurde ein radiophysikalisches und radiochemisches Praktikum angeboten. In ein- bis vierwöchigen Kursen für Wissenschaftler und Ingenieure aus Industriebetrieben und Forschungseinrichtungen sowie Studenten wurden praktische Kenntnisse auf dem Gebiet der Radioaktivität, der Radiochemie, des Strahlenschutzes und der Strahlungsmesstechnik sowie der Anwendung radioaktiver Nuklide vermittelt.

## Das Gebäude
Das in Stahlskelettbauweise errichtete Institutsgebäude musste aus Gründen des Strahlenschutzes aus zwei getrennten Bereichen bestehen. Diese werden durch eine zwei Meter dicke, über drei Etagen reichende Betonmauer getrennt. Der sogenannte Aktivteil enthielt die Labors und Betriebseinrichtungen zum Umgang mit offenen radioaktiven Stoffen, der andere Labors für Arbeiten mit umschlossenen Strahlern geringer Aktivität und für inaktive Arbeiten sowie Wissenschaftlerarbeitszimmer. Die beiden Teile des Baus sind etwas versetzt angeordnet. Der Aktivteil benötigte wegen der in den Labors verwendeten Bleiabschirmungen eine wesentlich höhere Bodenbelastbarkeit, was an den aus der Gebäudefront heraustretenden starken Hauptstützen sichtbar wird. Äußere Umgänge am Aktivteil sorgten für zusätzliche Fluchtwege. Der Zugang zum Aktivteil war nur über eine Personenschleuse möglich, in der ein Kleidungswechsel und beim Austritt der Mitarbeiter die Messung auf radioaktive Kontaminationsfreiheit stattfanden und die auch eine Duschmöglichkeit enthielt.
Der Haupteingang und das Treppenhaus des inaktiven Teils sind repräsentativ gestaltet. Im Erdgeschoss ist ein wandfüllendes Mosaik angebracht. Es zeigt nach einem Entwurf von Bert Heller Formeln der Kernspaltung und in symbolischer Weise die vier klassischen Elemente. Auf einer messingbelegten Tür sind die drei natürlichen radioaktiven Zerfallsreihen dargestellt.
Die Auslegung und die sicherheitstechnischen Vorgaben des Hauses, für die es keine Vorbilder gab, wurden im Wesentlichen von C.F. Weiss und W. Herrmann erarbeitet. Der Architekt des Baus war Berthold Schneider vom Entwurfsbüro Hochbau beim Rat der Stadt Leipzig. Der Institutsbau gilt von seiner architektonischen Gestaltung her in Leipzig als der Höhepunkt der Anpassungstendenz an die typische Rasterarchitektur der fünfziger Jahre in der Bundesrepublik. Das Gebäude steht unter Denkmalschutz.
Heute gehört das Gebäude zum größten Teil zum Helmholtz-Zentrum für Umweltforschung – UFZ und die Räume des Aktivteils zur Forschungsstelle Leipzig des Helmholtz-Zentrums Dresden-Rossendorf.

## Technische Ausrüstung
Zur Arbeit mit offenen radioaktiven Stoffen besaß insbesondere der Aktivteil spezielle technische Ausrüstungen. Alle Räume waren klimatisiert, wobei die Abluft gefiltert wurde; kein Fenster war zu öffnen. Ein Materialtransport aus dem Aktivteil war nur bedingt und unter strengen dosimetrischen Kontrollen möglich. Selbst Arbeitsberichte und Messprotokolle wurden anfangs über eine Sprechanlage auf Tonbänder außerhalb des Aktivteils aufgezeichnet. Die im Aktivteil getragene Schutzkleidung wurde in einer Wäscherei im Aktivteil gereinigt. Das gesamte Abwasser des Aktivteils wurde in einer Abwasseranlage mit Abkling- und Ausfällbehältern gesammelt und erst bei Erreichen zulässiger Aktivitätsgrenzen ins allgemeine Abwassernetz abgegeben. Radioaktiver Abfall wurde gesammelt und speziell entsorgt. Zur Handhabung schwerer Blei-Abschirmcontainer war eine auch über den Giebel des Aktivteils von außen erreichbare Kranbahn vorhanden. Zur Bearbeitung hochaktiver Quellen waren so genannte heiße Zellen vorhanden, in denen die Handhabung der radioaktiven Substanzen durch Manipulatoren in größerem Abstand und hinter entsprechenden Abschirmungen erfolgte. Alle Wände und Fußböden waren der besseren Dekontaminierbarkeit wegen mit einer geschlossenen Kunststoffschicht bedeckt. Die radiochemischen Arbeitsflächen und Abzüge hatten Edelstahlbeläge. Fliesen- oder Kunststoffflächen konnten mit einem abziehbaren Lack geschützt werden. Holz war praktisch nicht verbaut.
Alle diese Vorsorgen sind umso erstaunlicher, wenn man die Mangelwirtschaft der DDR bedenkt, unter der sie entstanden. Sie konnten auch den immer wieder verschärften Strahlenschutzanforderungen über drei Jahrzehnte genügen.